# Liste von Simmentaler Bauernhäusern

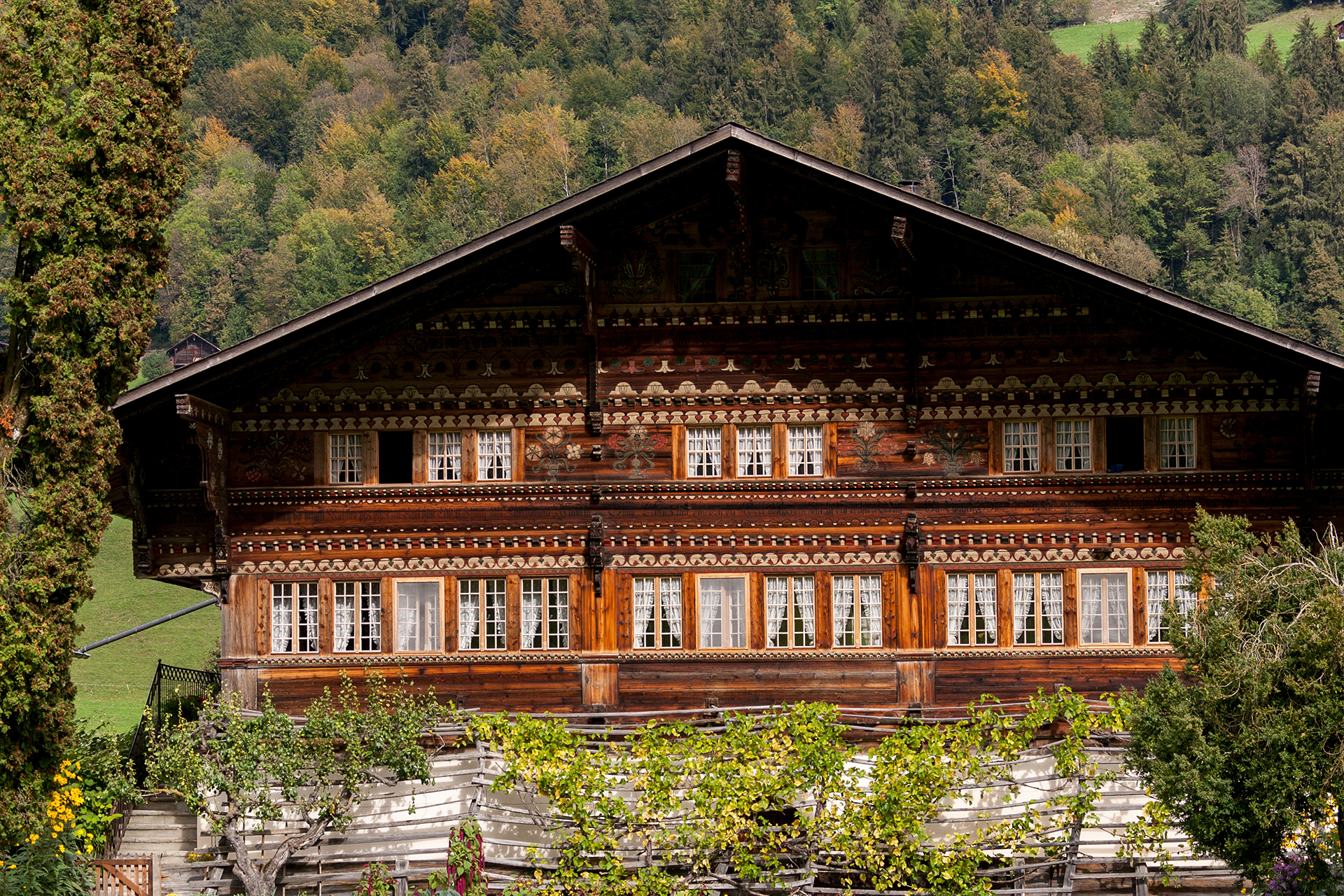
«Knuttihaus» in Därstetten von 1756 (2006)

In der Liste von Simmentaler Bauernhäusern sind Kulturgüter und -denkmale in der Bauart eines Simmentaler Bauernhauses im Schweizer Simmental und im abzweigenden Diemtigtal aufgeführt. Grundlagen sind das Schweizerische Inventar der Kulturgüter von nationaler und regionaler Bedeutung sowie das «Bauinventar» der Denkmalpflege des Kantons Bern. Viele der Gebäude sind Stationen des Wanderwegs Simmentaler Hausweg mit drei Teilstrecken.

## Allgemeines
Die Liste führt alle Kulturgüter dieser Bauart von nationaler und kantonaler Bedeutung («A»- bzw. «B»-Objekte) auf. Kulturgüter-Objekte der «Kategorie C» mit örtlicher Bedeutung wurden mit Stand August 2021 noch nicht veröffentlicht. Hilfsweise wird eine Auswahl «schützenswerter» Gebäude aus dem Bauinventar des Kantons Bern aufgelistet. Die Listen sind innerhalb der Gemeinden nach Baujahr sortiert.
Die ältesten Häuser aus der Zeit um 1500 zeigen das spätmittelalterliche Konstruktionselement des «Heidenkreuzes» an der Fassade. Der mit wuchtigen Fusshölzern verstrebte Firstpfosten diente der Versteifung der Giebelwand. Baumeister vieler ausgezeichneter Bauernhäuser sind Hans Messerli und seine beiden Söhne. Werkmeister wie Benedicht Jaggi steuerten zwei Häuser zur Liste bei.
Die hohen Hausnummern sind Konskriptionsnummern.

## Liste von Simmentaler Bauernhäusern

### Legende
Die Hausweg-Nummer bezeichnet die Lage der Häuser an den drei Teilstrecken des Simmentaler Hauswegs:
- «D»: Diemtigtaler Hausweg
- «O»: Obersimmentaler Hausweg
- «S»: Simmentaler Hausweg

Kategorie und KGS-Nummer bezeichnen Kategorie und die Nummer des Kulturgutes im Schweizerischen Inventar:
- «A»: Kulturgut von nationaler Bedeutung
- «B»: Kulturgut von kantonaler Bedeutung
- «C»: Kulturgut von lokaler Bedeutung

Durch Klicken von «Karte mit allen Koordinaten» (rechts oben im Artikel) wird die Lage der Kulturgüter dieser Liste im gewählten Kartenobjekt angezeigt.

### Simmentaler Bauernhäuser im Inventar der Kulturgüter
Diese Liste ist durch Anklicken der Pfeilsymbole sortierbar.
| Objekt              | Gemeinde, Ort Strasse                  | Hausweg-Nr.    | Kat. KGS-Nr. | Beschreibung                                                                                              | Baujahr | Bild                        |
| ------------------- | -------------------------------------- | -------------- | ------------ | --- | ------- | --------------------------- |
| Adlemsried 85/86    | Boltigen, Adlemsried, Adlemsried 85/86 | S21 (Lage)     | A 9202       | Bauernhaus, reiches Schnitzwerk mit Menschenmasken gemalten Ornamentscheiben und Tieren; heute Doppelhaus | 1655    | Adlemsried 85/86            |
| Weissenbach Nr. 543 | Boltigen, Weissenbach Nr. 543          | O02 (Lage)     | A 9770       | Bauernhaus, Schnitzereien und dichter Maldekor, zweigeschossiger Sockel, 1737 erweitert                   | 1705    | Weissenbach Nr. 543         |
| Nidfluh Nr. 309     | Därstetten, Nidfluh, Nr. 309           | S30 (Lage)     | A 864        | Bauernhaus, architekturhistorisch und künstlerischer Bedeutung, Sockel mit gemalten Eckquadern            | 1642    | Därstetten, Nidfluh Nr. 309 |
| Knuttihaus          | Därstetten, Moos, Moos 47              | S17 (Lage)     | A 862        | Bauernhaus, von Hans Messerli, Flachschnitzereien und kunstvolle Malerei, Sonntagsstube von 1760          | 1756    | Därstetten, Knuttihaus      |
| Argel Nr. 161       | Därstetten, Zur Obern, Argel Nr. 161   | S18 (Lage)     | A 9213       | Bauernhaus, von Hans Messerli, Malereien im jüngeren Simmentaler Stil                                     | 1759    | Därstetten, Argel Nr. 161   |
| «Sälbezehus»        | Diemtigen, Sälbeze, Selbezen 10        | S30/D16 (Lage) | A 869        | Bauernhaus, Schnitzereien und Malereien mit floralen, heraldischen und biblischen Motiven                 | 1738    | Diemtigen, «Sälbezehus»     |
| «Haus Klossner»     | Diemtigen, Tiermatti, Tiermatti 33     | D36 (Lage)     | A 870        | Bauernhaus, ältestes Haus mit Viertelwalmdach und Buchrückenfries des Simmentals; heute Gastwirtschaft    | 1751    | Diemtigen, «Haus Klossner»  |
| «Trogmatte»         | Diemtigen (Dorf), Dorf 32              | D05 (Lage)     | A 9773       | Bauernhaus, Hans Messerli zugeschrieben, im Norden zweistöckige Laube                                     | 1770    |                             |
| «Grosshaus»         | Diemtigen (Dorf), Dorf 28              | D04 (Lage)     | A 9773       | Bauernhaus, weit gespannte, geschweifte Ründe, darunter die Laube, Stallscheune                           | 1805    |                             |
| Agensteinhaus       | Erlenbach, Großdorf, Augasse Nr. 201   | S39 (Lage)     | A 9216       | Bauernhaus, Hans Messerli zugeschrieben; seit 1987 Talmuseum                                              | 1766    | Erlenbach, Agensteinhaus    |
| Vépyhaus            | Erlenbach, Großdorf, Dorf Nr. 305      | S35 (Lage)     | A 921        | Wohnhaus, Hans Messerli zugeschrieben, ältestes Ründidach der Gemeinde                                    | 1766    | Erlenbach, Vépyhaus         |
| Platzhaus           | Erlenbach, Großdorf, Nr. 317           | S38 (Lage)     | A 9527       | Wohnhaus, mit steilem Ründidach, zweigeschossiger Sockel mit Käsekeller                                   | 1782    | Erlenbach, Platzhaus        |
| Haus Ott            | Erlenbach, Ringoldingen, Nr. 421       | – (Lage)       | B 892        | Bauernhaus, klassizistisch schmuckloser Wandaufbau mit Einzelfenstern, Ründe                              | 1819    | Erlenbach, Haus Ott         |
| Vennerhaus          | Oberwil, Bühl, Nr. 201                 | S27 (Lage)     | A 9236       | Bauernhaus, von Hans Messerli, Malereien im jüngeren Simmentaler Stil                                     | 1757    | Oberwil, Vennerhaus         |
| Haus Perren-Gobeli  | St. Stephan, Grodey, Byfanggasse 17    | O25 (Lage)     | B 1240       | Bauernhaus, Malereien mit Blumenmotiven, Ornamentscheiben und Jagdszene                                   | 1672    |                             |

### «Schützenswerte» Simmentaler Bauernhäuser im Bauinventar (Auswahl)
Diese Liste ist durch Anklicken der Pfeilsymbole sortierbar.
| Objekt                       | Gemeinde, Ort Strasse                      | Hausweg-Nr. | Beschreibung                                                                                  | Baujahr     | Bild                                   |
| ---------------------------- | ------------------------------------------ | ----------- | --------------------------------------------------------------------------------------------- | ----------- | -------------------------------------- |
| Styg 7                       | Diemtigen, Styg, Styg 7                    | D01 (Lage)  | Bauernhaus, erstes Ründihaus, Bachkieselpflästerung ums Haus                                  | 1789        | Diemtigen, Styg 7                      |
| «Heidehus»                   | Erlenbach, Ringoldingen, Nr. 429           | S11 (Lage)  | Bauernhaus, mit Heidenkreuz, «ein archaisches Unikum» dendrochronologisch datiert auf 1491/92 | 1492        |                                        |
| «Linde»                      | Erlenbach, Großdorf, Nr. 303               | S35 (Lage)  | Bauernhaus, Gasthaus «Linde»; heute Restaurant                                                | 1766        | Erlenbach, «Linde»                     |
| Ey Nr. 912                   | Lenk, Ey Chrommengässli                    | O30         | Bauernhaus, mit Heidenkreuz, ursprünglich einraumtief                                         | 1520 (vor)  | Lenk, Ey Nr. 912                       |
| Gütsch Nr. 1186              | Lenk, Gutenbrunnen Weissenbergstrasse 1    | O38 (Lage)  | Bauernhaus, erbaut von Benedicht Jaggi, «hohes handwerkliches Niveau»                         | 1742        | Lenk, Gütsch Nr. 1186                  |
| Rotebach Nr. 762             | Lenk, Oberried Oberriedstrasse 37          | O35 (Lage)  | Bauernhaus, erbaut von Benedicht Jaggi, Malereien im älteren Simmentaler Stil                 | 1742/49     | Lenk, Rotebach Nr. 762                 |
| Gütsch Nr. 1142              | Lenk, Gutenbrunnen Gutenbrunnenstrasse 111 | O39 (Lage)  | Bauernhaus, Malereien der «Lenker Grupp» mit Berner Bären und Jagdszenen                      | 1777        |                                        |
| Platzweg 1                   | Wimmis, Oberdorf, Platzweg 1               | S06 (Lage)  | Bauernhaus, reiche Antiquainschriften, ab 1907 Pension; heute Wohnhaus                        | 1687        | Wimmis, Platzweg 1                     |
| Hüsy-Stutz 3                 | Zweisimmen, Blankenburg, Hüsy-Stutz 3      | O19A (Lage) | Bauernhaus, auffallend asymmetrische Einteilung der Fassade; heute Wohnhaus                   | 1538        |                                        |
| Eckhausgasse 8–10            | Zweisimmen (Dorf), Eckhausgasse 8–10       | – (Lage)    | Doppelbauernhaus, Fassade verschindelt; heute Wohnhaus                                        | 1550 (um)   | Zweisimmen, Eckhausgasse 8–10          |
| «Heimatmuseum Obersimmental» | Zweisimmen (Dorf), Kirchgasse 11           | O13 (Lage)  | Bauernhaus, später Schulhaus; seit 1983 «Heimatmuseum Obersimmental»                          | 1641 (Kern) | Zweisimmen, Heimatmuseum Obersimmental |
| Eckhausgasse 4–6             | Zweisimmen (Dorf), Eckhausgasse 4–6        | – (Lage)    | Doppelbauernhaus; heute Wohnhaus                                                              | 1668        | Zweisimmen, Eckhausgasse 4–6           |
| «Alte Post»                  | Zweisimmen, Blankenburg, Lenkstrasse 66    | O18 (Lage)  | Wirtshaus und Postbureau, drei Fassaden, anspruchsvolle Giebelseite; heute Bauernhaus         | 1807        | Zweisimmen, Alte Post (1900)           |